# Owusu-Ankomah
Owusu-Ankomah, né en octobre 1956 à Sékondi, au Ghana et mort le 6 février 2025 au Ghana,, est un artiste contemporain ghanéen.
Son œuvre aborde les thèmes de l'identité et du corps, en utilisant les motifs du symbolisme Adinkra, sa marque de fabrique. Son travail est également « influencé par l'art de la Renaissance, les textes manuscrits des cultures anciennes comme le système de symboles adinkra du peuple Akan du Ghana, les idéogrammes chinois et les cultures mondiales contemporaines ».

## Biographie
Owusu-Ankomah naît en 1956 à Sékondi, dans la Région Occidentale, au Ghana,.
Entre 1971 et 1974, il étudie au Ghanatta College of Art à Accra ainsi qu'au collège Achimota, près d'Accra, « établi en 1936 et incorporé en 1952 à l'université des sciences et de la technologie de Kumasi »,.
À partir de 1979, il entreprend une série de voyages en Europe, entrant en contact avec des artistes et des galeries européennes. Depuis 1986, Owusu-Ankomah vit dans la ville de Brême, en Allemagne, étant dès lors considéré comme un artiste expatrié.
Le système ashanti de symboles Adinkra fournit des motifs récurrents pour les grandes toiles de l'artiste. Il réinterprète leur symbolisme dans le contexte de l'art des galeries, tout en conservant une grande partie de leur signification originale. Les peintures récentes d'Owusu-Ankomah traitent de faits et de vérités scientifiques, technologiques, métaphysiques et spirituels. L'évolution de l'humain, la conscience, la non-localité de l'âme et sa progression éternelle. Il croit fermement qu'il y a eu d'autres anciennes civilisations très avancées avant l'Égypte qui étaient adeptes de la géométrie sacrée qu'il utilise dans son travail. Il a reconnu et présenté dans ses dernières œuvres d'autres agroglyphes, sa façon de témoigner de la vérité sous-jacente au fait que nous ne sommes pas seuls dans l'univers, que nous avons été visités et que nous le sommes encore. Entre 2004 et 2008, il a cultivé le style de vie d'un ermite, réfléchissant, méditant et faisant des recherches, inventant le mot « Microcron ». Il aurait découvert, comme il l'a dit et le répète, le symbole ultime, le symbole des symboles, avec la théorie et la philosophie qui l'accompagnent et qu'il appelle aussi le Microcron.
En regardant certaines de « ses pièces les plus fortes, qui ont toujours été en noir et blanc, il pousse plus loin la relation entre les figures et les symboles. Il utilise également deux figures plutôt qu'une, ce qui suscite un sentiment d'énergie et de profondeur. Mais certaines peintures récentes incluses dans cette exposition (« Microcron Begins ») montrent un changement dramatique dans la couleur, un accent sur le ton plutôt que sur la ligne, et une composition plus hiérarchique ».
« Ses grandes toiles aux couleurs vives représentent presque systématiquement des silhouettes d'hommes nus, couverts de signes ou de scarifications que seul l'inconscient de Owusu - Ankomah pourrait nous expliquer ».
Owusu-Ankomah a collaboré avec la marque Giorgio Armani pour développer une ligne de vêtements dans le cadre de la « Red Campaign », visant à sensibiliser sur le Fonds mondial pour la lutte contre le SIDA en Afrique.
Owusu-Ankomah a exposé dans toute l'Allemagne ainsi qu'à l'étranger, en Grande-Bretagne et aux États-Unis, en Europe, en Afrique du Sud, en Amérique du Sud et en Asie.

## Conservation

### Collections publiques
- Royaume-Uni
  - British Museum, Londres[14]
- États-Unis
  - Hood Museum of Art, Hanover[15]
  - Detroit Institute of Arts, Détroit[16]
  - Musée d'art Nelson-Atkins, Kansas City[17]

### Collections privées
- Renaissance Capital (Moscou)[6]